# Echeandia flavescens
Echeandia flavescens là một loài thực vật có hoa trong họ Măng tây. Loài này được (Schult. & Schult.f.) Cruden mô tả khoa học đầu tiên năm 1981.